# 浅谷町
浅谷町（あざかいちょう）は、愛知県豊田市の町名。26の小字が設置されている。
もとは美濃国および岐阜県恵那郡の一部であったが、1955年（昭和30年）4月1日越県合併により愛知県に移った。

## 地理
豊田市の北部、矢作川右岸に位置し、旭地区（旧東加茂郡旭町の町域にほぼ相当する）に属する。
- 北は岐阜県恵那市明智町阿妻・明智町横通、東は須渕町・恵那市串原、南は時瀬町、南西は下切町、西は三分山町、北西は一色町と隣接する。
- 町域内を矢作川支流である阿妻川が南北に縦貫する形で流れている。また、町域南部には周囲を山に囲まれた小さな盆地があり、その傾斜面に集落が点在している。一方、町域北部は山野が深く人家も見あたらないが、恵那市とまたがる形でゴルフ倶楽部大樹旭コースが広がっている。
- 産業は農林業が中心である[4]。また、兼業農家が多数を占める[5]。

### 小字
出典 : 
| - 新戸（あらと） - 井ノ口（いのくち） - 大平（おおひら） - 大屋（おおや） - カヲレ（かおれ） - 隠里（かくれざと） - 上平（かみだいら） - 上万場（かみまんば） - キビウ - 小坂（こさか） - 下平（しもだいら） - 下洞（しもぼら） - 下万場（しもまんば） | - 滝ノ上（たきのうえ） - 辻畑（つじばた） - 土場（どば） - トビコシ - 中屋（なかや） - 日カゲ（ひかげ） - ヒジリ平（ひじりだいら） - 平柴（ひらしば） - ブサ - 前田（まえだ） - 槇ノ下（まきのした） - 宮ノ前（みやのまえ） - 横手（よこて） |

## 歴史

### 沿革
- 鎌倉時代-美濃国恵那郡で明知遠山氏の領地であった[4]。
- 1603年（慶長8年）-江戸幕府の旗本・明知遠山氏の知行地となる[7]。
- 1871年（明治4年）- 廃藩置県に伴い、岐阜県恵那郡浅谷村となる[4]。
- 1875年（明治8年）- 岐阜県恵那郡須渕[注 1]村を合併する[7]。
- 1889年（明治22年）7月1日 - 町村制施行により浅谷村になる[4]。
- 1890年（明治23年）5月1日 - 浅谷村、野原村、横道村が合併して恵那郡三濃村が誕生し、浅谷村は三濃村大字浅谷に変更される[4]。
- 1955年（昭和30年）4月1日 - 三濃村の廃止に伴い、大字浅谷は越境合併により愛知県東加茂郡旭村に編入され、住所表示が旭村大字浅谷に変更される[4]。同時に旧須渕村の区域が大字浅谷から分離し、旭村大字須渕となる[4]。
- 1967年（昭和42年）4月1日 - 旭村が町制を施行し旭町になる。これに伴い、住所表示が旭町大字浅谷に変更される[4]。
- 2005年（平成17年）4月1日 - 旭町の豊田市への編入に伴い、住所表示が愛知県豊田市浅谷町に変更される。
  - なお、隣接する野原地区との間には、三分山と呼ばれる境界の画定していない入会地が往時より存在した。当地は面積としては浅谷に算入されていたものの、字などは設定されていなかった[9]。2005年、旭町の豊田市への編入に伴い、三分山入会地は三分山町という町名が設定され、正式に浅谷町から分離している。

## 世帯数と人口
2019年（令和元年）7月1日現在の世帯数と人口は以下の通りである。
| 町丁   | 世帯数 | 人口  |
| ------ | ------ | ----- |
| 浅谷町 | 60世帯 | 151人 |

### 人口の変遷
国勢調査による人口の推移
| 2005年（平成17年） | 196人 | [ 10 ] |  |
| 2010年（平成22年） | 168人 | [ 11 ] |  |
| 2015年（平成27年） | 152人 | [ 12 ] |  |

## 学区
市立小・中学校に通う場合、学区は以下の通りとなる。
| 番・番地等 | 小学校             | 中学校           |
| ---------- | ------------------ | ---------------- |
| 全域       | 豊田市立小渡小学校 | 豊田市立旭中学校 |

## 交通
- 愛知県道11号豊田明智線
- 愛知県道20号瑞浪大野瀬線

## 施設
- ゴルフ倶楽部大樹旭コース（恵那市明智町阿妻・明智町横通にまたがる）
- 豊田市消防本部足助消防署旭出張所
- 八王子（はちおうじ）神社

旧浅谷村村社。当社には、1478年（文明10年）に稲垣六之助という人物による母子の健在祈願を行った札が残されている。また、境内には農村舞台がある。
- 臨済宗妙心寺派妙見寺

## 文化財

### 散布地
- 上万場（かみまんば）遺跡[14]
- 飛越（とびこし）遺跡[14]
- 大屋（おおや）遺跡[14]
- 下洞（しもぼら）遺跡[14]
- ヒジリ平遺跡[14]
- 下平（しもだいら）遺跡[7]
- 滝の上（たきのうえ）遺跡[14]
- キビウ遺跡[14]
- 川木平（かわきだいら）遺跡[7]

いずれの遺跡も縄文時代のものである。なお、上万場、キビウ両遺跡からは、平安時代の遺物も出土している。

### 城館跡
- 浅谷城跡（丸山城）[15]

中世時代の山城。下万場地区にある丘陵の山頂を平らに削り、二つの郭を設けている。城主などははっきりしていない。

## その他

### 日本郵便
- 郵便番号 : 444-2832[2]（集配局：旭郵便局[16]）。